# Monica Green
Monica Green (Rochester, estat de Nova York) és una cantant de música soul, funky, so Motown i rythm and blues estatunidenca instal·lada a Catalunya d'ençà el 1989.
Green és neta i filla de músics destacats: a la seva família hi ha diversos graduats a la prestigiosa escola de música Julliard, músics de jazz, cantants, pianistes i compositors. De ben jove va destacar pel seu talent musical. Es va iniciar professionalment com a cantant al grup Chocolate City Band. La veu potent i la presència sobre l'escenari la van portar, en un començament, a treballar de corista en un estudi d'enregistrament a Atlanta, una de les capitals musicals dels Estats Units. Allà va tenir l'oportunitat de col·laborar amb artistes com Johnny Taylor, Eddie Kendrick (cantant dels Temptations), i Larry Blacman i Jason Bryant de la SOS Band, entre d'altres. Fou cantant del grup femení The Supremes Show, una banda que retia tribut al mític tercet del so Motown format per Diana Ross, Mary Wilson i Florence Ballard.
Es va instal·lar a Barcelona el 1989, després de passar per la ciutat durant una ronda internacional que feia amb The Supremes Show. El seu primer disc com a solista fou Soul Shoes. D'ençà el 1989 ha publicat set discs d'estudi que, prenent el soul com a base, barregen el pop, la música electrònica, el jazz i el funk. El 1996 protagonitza el musical Blues en la nit al costat d'Àngels Gonyalons (dirigit per Ricard Reguant) i el 1997 co-protagonitza el musical «Cues de Pansa» amb Gemma Recoder i Frank Mercader, dirigits per Pep Munné, amb el que va guanyar el «Premi Butaca». El 2004 coprotagonitza amb Edu Soto i Jofre Borrás l'obra musical (comèdia) de teatre Sotinho dirigida per Andreu Buenafuente. El mateix any interpreta ‘El cant del Barça’ en directe al Camp Nou acompanyada d'un cor de gòspel de 180 persones. L'any 2009 va cantar en la cançó El tren de mitjanit, de l'àlbum de Pep Sala Manual teòric i pràctic sobre el pas del temps. El 2017, va participar al Concert per la llibertat (Barcelona).
Actua des de fa anys a la sala Luz de Gas de Barcelona, el darrer divendres de cada mes. Durant tot aquest temps, també ha fet diverses actuacions a l'estranger, sobretot a Rússia, on té molt èxit. Ha col·laborat amb ràdios i televisions (sovint com a part de la productora El Terrat) i projectes benèfics. Entre les seves col·laboracions hi destaquen La Vella Dixieland.
El 2019, per a celebrar els trenta anys de carrera, va llençar un nou projecte de gran format anomenat Project Soulː un disc i una nova ronda de concerts estrenada a la sala Barts de Barcelona. El disc, Monica Green 30 anys, és una recopilació de tot de peces que formen part de la vida de la cantant, amb música soul, blues i R&B i versions dels principals èxits de la música negra dels anys seixanta, setanta i vuitanta.

## Discografia
- Soul Shoes (1988)
- Soul Shoes II (1989)
- Sayonara (1992)
- Colors (1999)
- Natural Thing (2010)
- Monica Green & Project Soul (2017)
- Monica Green 30 anys (2019)

## Premis
- Millor artista revelació de l'any Cadena Ser (1994)
- Premi Butaca per la seva actuació a «Cues de Pansa» (1997)
- Premi A.R.C. a la millor actuació en directe (2002)